# Коростильов Вадим Миколайович
Коростильов Вадим Миколайович — радянський і російський поет, сценарист.
Народився 3 серпня 1923 р. в Москві. Помер 1997 р. Навчався в Літературному інституті ім. М. Горького.
Автор тексту пісень до українських фільмів: «Андрієш» (1954), «Місто — одна вулиця» (1964), «Місяць травень» (1965). 
Був членом Спілки письменників Росії.